# 10º Reggimento bersaglieri
Il 10º Reggimento bersaglieri è stata un'unità militare del Regio Esercito che ha preso parte alle due guerre mondiali.

## Storia

### Origini
Le sue origini risalgono al 1º gennaio 1871, quando venne costituito, in seguito a Regio decreto 13 novembre 1870, con i Battaglioni XVI, XXXIV, XXV e XXXVI ereditandone le tradizioni ed il retaggio di valore dimostrato nelle guerre d'Indipendenza e nella campagna del 1860-1861, nella guerra del 1866 e alla presa di Roma del 1870. Dopo il 1870 il Regio Esercito venne ordinato su dieci corpi d'armata ed i bersaglieri su dieci reggimenti (di 4 battaglioni), uno per ciascun corpo d'armata. Nel periodo 1905/1906 il 10º Rgt. dispone di una caserma di punizione a Verona, dove viene inviato il bersagliere Mussolini Benito (classe 1883, dichiarato disertore nel 1904, si presentò spontaneamente al distretto militare di Forlì nel 1905).

### Guerre coloniali italiane
Nelle campagne coloniali italiane tra la fine del XIX e l'inizio del XX secolo il reggimento concorse alla formazione di tre battaglioni per le operazioni condotte nella guerra d'Africa del 1895-1896 e nella guerra italo-turca del 1911-1912 che portò alla conquista di Cirenaica e Tripolitania.

### Prima guerra mondiale
All'entrata in guerra dell'Italia nel primo conflitto mondiale il reggimento, ad eccezione del Battaglione ciclisti, si trovava in Albania, dove era sbarcato sin dal 29 dicembre 1914 e dislocato fuori Valona, dove, oltre ad essere impiegato in lavori stradali, prese parte nel 1915, con altri riparti, a disciplinare la ritirata dell'esercito serbo attraverso l'Albania.
Il X Battaglione bersaglieri ciclisti, il 7 maggio 1915 dalla sua sede ordinaria di Palermo, s'imbarcò alla volta di Napoli, da dove in treno proseguì per Spilimbergo; il 19 si portò a Blessano e quindi ad Ipplis, dove si trovava il 24 maggio all'inizio delle ostilità.
Nel corso del conflitto il reggimento prese parte alle operazioni nei Balcani e in Albania dove, al termine della guerra rimase a presidio fino al 1º agosto del 1920, rimpatriando nel corso del mesi di settembre, mentre il suo X Battaglione ciclisti si distinse valorosamente sul fronte italiano ricoprendosi di gloria sull'Isonzo, sul Piave, sulla Bainsizza e a Fosso Palumbo.

### Seconda guerra mondiale
Di stanza a Palermo allo scoppio del secondo conflitto mondiale, il 10º Reggimento bersaglieri prese parte alla Campagna del Nordafrica, nel corso della quale tra il mese di dicembre 1940 e il mese di febbraio 1941 prese parte alle operazioni per bloccare l'avanzata britannica in Africa settentrionale che si concluse con la conquista britannica della Cirenaica.

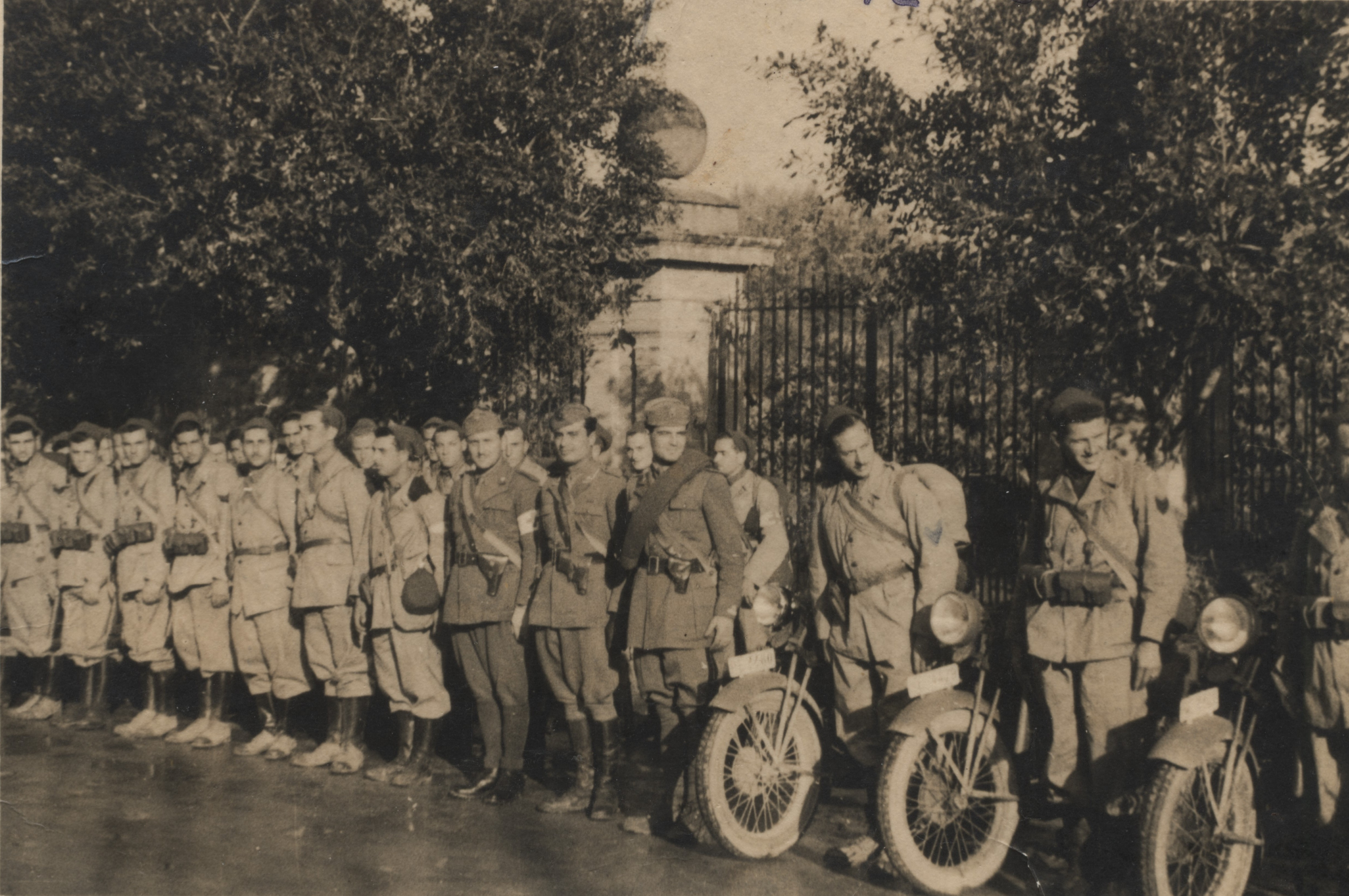
Il plotone comando nei pressi di Palermo nel novembre 1940

Il Reggimento si imbarca a Palermo il 13 dicembre con tre battaglioni il XVI, il XXXIV e il XXXV. Alle ore 10 del 14 successivo salpa con il piroscafo "Marco Polo", scortato da 5 cacciatorpediniere, 2 incrociatori e un aereo da ricognizione per l'A.S.. A sera entrano nel convoglio Il "Conte Rosso" e l'"Esperia" che provengono da Napoli con altre truppe. Alle ore 15 del 15 dicembre la motonave giunge a Tripoli.
Nel corso dell'offensiva britannica il 10º Bersaglieri ha tentato di arginare con indomito coraggio la marea di mezzi motorizzati e corazzati. Nel mese di dicembre il 10º Reggimento bersaglieri fu impiegato nella protezione del ripiegamento di altre unità e inflisse gravi perdite alle file del dispositivo d'attacco avversario, consentendo il mantenimento del Ciglione di Derna per molti giorni e una battuta d'arresto nei combattimenti. Nei primi giorni di febbraio, sotto la forte e crescente pressione avversaria, il Reggimento dovette portarsi a Ghemines a Sud Ovest di Bengasi per riordinarsi oltre la zona di Agedabia. Il 5 febbraio, al km 42 da Agedabia, il XVI battaglione venne affrontato da soverchianti unità nemiche appoggiate da autoblindo inglesi, alle quali dovette far fronte con valore e a costo di estremi sacrifici umani. Il 6 febbraio, il Reggimento, imbottigliato a Nord di Agedabia e si dissolse in sanguinosi combattimenti. Il giorno successivo, anche il grosso del Reggimento terminò la sua corsa e dopo essere stato accerchiato ed essersi difeso strenuamente per due giorni consecutivi e pur travolto i resti del Reggimento giunsero a Tripoli. Le gesta del Reggimento sono simboleggiate a Ghemines-Agedabia dal Sottotenente Oreste Toscano, Medaglia d'oro al valor militare, al quale venne recisa la mano destra.
A seguito della riconquista della Cirenaica, da parte della forze dell'Asse, nella primavera del '41, nella zona di Agedabia, i sopravvissuti alla disfatta di Beda Fomm, unitamente ai "fuggiti" dai campi di prigionia ed i "liberati" furono riordinati ed addestrati per la costituzione di un Battaglione di formazione del 10º Reggimento che, in data 24 agosto 1941, confluì, a Berta, nell'8º Reggimento Bersaglieri dell'Ariete che in questa località stava assumendo la nuova struttura ordinativa.
Il Reggimento, dopo essere stato ricostituito a Palermo su tre battaglioni, XVI, XXIV e LXIII, due compagnie motociclisti (10ª e 10ª bis) e un reparto armi contraeree e controcarri, al comando del Colonnello Latini raggiunse, in tre scaglioni, il 13 novembre 1942, la Tunisia nella zona di Biserta e vi costituì una testa di sbarco che, il 15 novembre, il Reggimento ampliò con cruenti combattimenti.
Il 10° fu il primo reggimento bersaglieri ad essere schierato nella campagna di Tunisia giungendo in Tunisia immediatamente dopo lo sbarco degli americani in Marocco e Algeria. Il reggimento fu a disposizione della 5ª armata tedesca di Von Arnim. Il 2 dicembre 1942 il reggimento fu protagonista di una brillante azione, quando reparti del XVI battaglione catturarono un folto gruppo di paracadutisti inglesi e americani del Colonnello Raff. Disarticolato e assegnato a più unità venne di nuovo impegnato duramente, nel corso della battaglia del passo di Kasserine, a Kef-Zilia a sud-est di Capo Serrat all’alba del 26 febbraio 1943, dove su questa posizione cadde il Tenente Francesco La Fata, più volte colpito da baionetta e decorato di Medaglia d'oro al valor militare. I bersaglieri si ritrovarono a Kef-Zilia con i fianchi e le spalle scoperte su posizioni che i tedeschi avevano abbandonato. A titolo di difesa durante la ritirata i tedeschi minarono e posero trappole su tutti i sentieri. Essendo rimasto ferito il Comandante del XXXIV battaglione, che aveva il compito più grave, il Comandante del Reggimento Colonnello Latini, facendo perno sulle posizioni di Kef-el-Rai raggiunte dal XXXV battaglione, riprese l’attacco il 27 febbraio, riuscendo a spazzare il Kef-Zilia e a mantenerne il possesso nonostante i reiterati contrattacchi del nemico, costretto a un disordinato arretramento. A titolo di riconoscimento il Generale Manteuffel volle personalmente consegnare la Croce di Ferro Germanica al Comandante del Reggimento. Il 10º Reggimento, dopo aver contrastato tenacemente l’avanzata nemica, poté tuttavia raggiungere, attraverso la boscaglia a nord della valle Sedjenane, la nuova linea di difesa dove i superstiti, riuniti in un solo Battaglione, continuarono a battersi con la Divisione "von Manteuffel", finché non furono raggiunti dai bersaglieri del 5º Reggimento, provenienti dalla 1ª Armata italiana, e dai marinai del Battaglione "Grado", già impegnati nel settore della Divisione "Superga". Alla fine di aprile gli uomini del reggimento erano ridotti a 800 e il 23 e 24 aprile i resti del 5° e del 10º Reggimento, e i marinai del battaglione "Grado" del San Marco costituirono un battaglione di formazione inquadrato nella 1ª Armata.
Una compagnia, costituita dai superstiti del 10º Reggimento, fu fatta rimpatriare in Sicilia, ove il Reggimento fu ricostituito per la terza volta con il XXXV, il LXXIII e l'LXXXIV battaglione, a difesa dell'isola, in previsione della immanente invasione, e nel luglio 1943 fu impegnato in una lotta strenua nella zona di Agrigento riuscendo momentaneamente ad arrestare le forze avversarie. Per tale condotta la sua Bandiera di guerra ricevette la medaglia di bronzo al valor militare. Il Reggimento, per tre volte ricostituito, venne definitivamente sciolto in seguito all'Armistizio dell'8 settembre 1943 e non venne più ricostituito.

## Motto del reggimento
"In flammis flamma"